# Ubaldo Piangi
Ubaldo Piangi è un personaggio immaginario del musical The Phantom of the Opera di Andrew Lloyd Webber.

## Il personaggio
A differenza degli altri comprimari, Piangi non ha un corrispettivo nel libro da cui il musical è tratto. Il suo ruolo, dai tratti inizialmente comici, assume connotazioni tragiche nel progredire della storia.
Ubaldo Piangi è un tenore italiano che canta al Teatro dell'Opera di Parigi come "primo tenore" dell'Opéra. Ha una relazione con la primadonna Carlotta Giudicelli, che difende sempre dalle insinuazioni di scarso talento da parte degli impresari o della critica. Incarna chiaramente lo stereotipo di un tenore: grasso, grosso e pomposo, dimostra una certa goffaggine (nella scena iniziale non riesce a salire sull'elefante di Annibale Barca durante le prove dell'Hannibal di Chalumeau) e l'insofferenza verso altri personaggi che gli rimproverano una cattiva pronuncia o gli sbagli nel fraseggio, primo tra tutti il maestro Reyer.
Durante la rappresentazione del Don Juan Triumphant, dove interpreta lo stesso Don Giovanni, viene ucciso dal Fantasma dell'Opera con una garrotta. Al termine del duetto The Point of no Return tra Don Giovanni (il Fantasma che, ucciso Piangi, ne ricopre il ruolo) e Aminta (interpretata da Christine Daaé), la tenda che cela il cadavere del tenore cade, rivelando al pubblico l'omicidio. La folla inferocita si scaglia così all'inseguimento del Fantasma assassino (Down Once More/Track Down This Murderer).

## Interpreti
Il primo interprete di questo ruolo fu John Aron. Attualmente il ruolo di Ubaldo Piangi è coperto da Rohan Tickell (West End) e da George Lee Aandrew (che ricopre il ruolo a Broadway dal 2000). In occasione del concerto del 25º anniversario del musical, il ruolo di Piangi è stato interpretato dal tenore gallese Wynne Evans. Nel primo allestimento italiano, portato in scena al Teatro Rossetti di Trieste, Piangi è stato interpretato da Gian Luca Pasolini.
Nel film del 2004 Il fantasma dell'Opera la parte fu interpretata da Victor McGuire; inoltre, nello stesso film, Ubaldo Piangi interpreta "Don Attilio" nell'opera lirica immaginaria Il Muto, mentre nel musical "Don Attilio" è interpretato dall'attore che interpreta Passarino nel Don Juan Triumphant, e non è un tenore ma un basso.